# Cretafrica orapensis
Cretafrica orapensis (лат.) — ископаемый вид коротконадкрылых жуков, единственный в составе рода Cretafrica из подсемейства Mycetoporinae (Staphylinidae). Описан из отложений мелового периода Ботсваны (Южная Африка, Orapa Diamond Mine).

## Описание
Новый род и вид жуков-стафилинид Cretafrica orapensis описан по единственному хорошо сохранившемуся слепку окаменелости из верхнемелового месторождения ископаемых насекомых, алмазного рудника Орапа в Ботсване. Cretafrica включён в рецентное подсемейство Mycetoporinae на основании общего габитуса, типичной сублимулоидной формы тела среднего и крупного размера, удлинённой головы, видимого гребня на вентральной стороне головы под глазами, антенномеров, увеличивающихся в длину и ширину апикально, щитика с базальным килем, который отчётливо разделён медиально, приподнятой области вдоль шва надкрылий, предположительно крупных задних тазиков и сужающегося брюшка. От других Mycetoporinae он отличается треугольной головой и надкрыльями с широко закруглёнными апико-латеральными краями. Возможное искажение сохранности иллюстрирует щёткообразные или вилкообразные ротовые органы. Ископаемое насекомое могло обитать в лесной подстилке или свежих и гниющих грибах в Орапе. Оно подтверждает широкое распространение Mycetoporinae с фитофагическим или микофагическим образом жизни в середине мелового периода. Более того, как и другие описанные ископаемые стафилиниды, эта окаменелость демонстрирует морфологический стазис, восходящий к меловому периоду.